# Pióry-Pytki
Pióry-Pytki – wieś w Polsce położona w województwie mazowieckim, w powiecie siedleckim, w gminie Mordy. 
Sołectwo obejmuje sąsiednie wsie Pióry-Pytki i Ostoje.
W latach 1975–1998 miejscowość administracyjnie należała do województwa siedleckiego.
Wierni Kościoła rzymskokatolickiego należą do parafii św. Jana Chrzciciela w Radzikowie Wielkim.